# 转运使
转运使，中國古代官職，始置於唐朝，可區分為中央與地方官职。

## 歷史沿革
轉運使主管運輸事業。玄宗先天二年（713年），置有水陆转运使，乾元元年（758年），再擴大诸道皆設有轉運使，先天二年（713年），以李杰为陕州水陆发运使。开元二年（714年）﹐又以李杰为河南水陆发运使，控管洛阳與长安之間糧食運輸。開元二十二年，再以裴耀卿为江淮转运使。代宗后，轉運使常由宰相兼领，有时与盐铁使并为一职，称“盐铁转运使”，于诸道分置巡院，劉晏曾為鹽鐵轉運使。
宋太宗時各路皆設有都轉運使和轉運使，控管一路或數路之財政，称“某路诸州水路转运使”，俗稱漕司。皇帝出巡时有行在转运使，出征時有随军转运使。真宗以後，轉運使的權力愈來愈重要，《宋史·職官志》七記載：“都轉運使、轉運使、副使、判官，掌一經度一路財賦，而察其登耗有無，以足上供及郡縣之費；歲行所部，檢察儲積，稽考帳籍，凡吏蠹民瘼，悉條以上達，及專舉刺官吏之事。”，最後“一路之事，無所不總”，轉運使逐漸成為「路」之最高行政長官。
辽金亦于诸路设转运使，金代另于京城设都转运使，掌管钱谷的征收、转运和仓库出纳。
元、明、清有都转盐运使，专管盐务；两淮都转盐运使司的长官称两淮都转盐运使，或运司使。